# Manuel Fernandes (football, 1986)
Pour les articles homonymes, voir Manuel Fernandes.
Manuel Fernandes est un joueur de football portugais d'origine cap-verdienne né le 5 février 1986. Il évolue au poste de milieu de terrain à Sepahan SC.
Il est le cousin des internationaux suisses Gelson Fernandes et Edimilson Fernandes, mais également du footballeur espoir suisse Cabral.
Fernandes est parfois comparé à Claude Makélélé, ce qui lui vaut le surnom de « Manélélé ». Mais la concurrence portugaise reste élevée avec une génération riche en talents (Cristiano Ronaldo, Ricardo Quaresma, Miguel, Nani, Simão Sabrosa, João Moutinho...).
Manuel Fernandes inscrit régulièrement de superbes buts, et ses qualités techniques lui permettent de se défaire des pressings les plus serrés[réf. nécessaire].

## Biographie

### Benfica
Manuel Fernandes commence sa carrière au Benfica Lisbonne, son club formateur.
Avec le Benfica, il atteint les quarts de finale de la Ligue des champions en 2006, en étant battu par le FC Barcelone. Il se met en évidence lors de la phase de groupe, en inscrivant un but face au Villarreal CF.
Il remporte avec Benfica un titre de champion du Portugal, en 2005.
Il atteint également avec Benfica la finale de la Coupe du Portugal en 2005, en étant battu par le Vitória Setúbal. Il remporte dans la foulée la Supercoupe du Portugal, en prenant sa revanche sur cette même équipe.
Il est prêté en 2006 au club anglais de Portsmouth, puis en 2007 à l'équipe anglaise d'Everton. Avec Everton, il inscrit deux buts en Premier League.

### Valence CF
Fernandes rejoint le Valence CF pour une indemnité de transfert de 18 M€ en 2007. Il est prêté six mois en janvier 2008, une nouvelle fois aux Anglais d'Everton.
Il revient en Espagne à la fin de la saison saison 2007-2008, et profite de la confiance que lui accorde l’entraîneur Unai Emery pour s'y imposer comme titulaire.
Avec l'équipe de Valence, il remporte la Supercoupe d'Espagne en 2008, en battant le prestigieux Real Madrid (victoire 3-2).
Il participe ensuite à la phase de groupe de la Ligue des champions en 2008 (trois matchs joués), puis en 2011 (quatre matchs joués). Il est également, avec Valence, quart de finaliste de la Ligue Europa en 2010. Malgré un but inscrit par Fernandes lors du match aller face à l'Atlético Madrid, cela s'avère insuffisant pour se qualifier pour les demi-finales.
Il inscrit, avec Valence, deux buts en première division espagnole lors de la saison 2008-2009. Il s'agit de ses deux seuls buts marqués en Liga.

### Beşiktaş
Il rejoint le Besiktas JK en janvier 2011, où il joue peu pour sa première demi-saison. Il sera entraîné par son compatriote Carlos Carvalhal la saison suivante (2011-2012), joue régulièrement et devient le « chouchou » du public qui le voit comme un « maestro ».
En mai 2011, il remporte la Coupe de Turquie. Son équipe l'emporte en finale face à l'İstanbul BBSK, après une séance de tirs au but.
Lors de la saison 2011-2012, il atteint les huitièmes de finale de la Ligue Europa, en étant éliminé par l'Atlético Madrid. Manuel Fernandes se met en évidence lors de la phase de groupe, en inscrivant un but face au club anglais de Stoke City.
Lors de la saison 2012-2013, il inscrit sept buts en première division turque, ce qui constitue sa meilleure performance dans ce championnat. Il inscrit un doublé en SüperLig le 1er septembre 2012, sur la pelouse du club de Karabükspor.
Après le limogeage de l'entraîneur Samet Aybaba, ce dernier règle ses comptes avec Manuel Fernandes en décembre 2013, en le présentant comme un alcoolique dans un club islamiste (un précepte islamiste est que l'ivresse est interdite pendant la prière). Il lui reproche spécifiquement d'avoir « bu avant la majorité des entraînements », et d'avoir « été interpellé plusieurs fois en présence d'une prostituée », mais aussi d'avoir « refusé un transfert très lucratif pour tous, pour finalement partir gratuitement en fin de contrat ».

### Lokomotiv Moscou
Manuel Fernandes rejoint par la suite le Lokomotiv Moscou en Russie.
Il inscrit avec cette équipe, un total de 25 buts en Premier Liga. Il est notamment l'auteur d'un doublé le 8 avril 2015, lors de la réception du Torpedo Moscou. Il remporte le titre de champion lors de la saison 2017-2018.
Avec le Lokomotiv, il atteint les seizièmes de finale de la Ligue Europa en 2016, en étant éliminé par le club turc de Fenerbahçe. Il atteint ensuite la saison suivante les huitièmes de finale de cette compétition, en étant une nouvelle fois éliminé par l'Atlético Madrid. Il se met en évidence cette saison là, en inscrivant deux triplés : le premier en phase de groupe lors de la réception du club tchèque du Fastav Zlín, puis le second en seizièmes de finale, sur la pelouse de l'OGC Nice.
Il remporte avec le Lokomotiv, trois Coupes de Russie. Une première fois en 2015, en s'imposant face au Kuban Krasnodar après prolongations. Puis une seconde fois en 2017, avec une victoire face au FC Oural. Et enfin, une troisième et dernière fois en 2019, avec à nouveau une victoire face au FC Oural.
Il joue également avec le Lokomotiv, la Supercoupe de Russie en 2017 puis en 2018. Lors de l'édition 2017, il inscrit un but face au Spartak Moscou, mais le Lokomotiv doit finalement s'incliner après prolongations. Lors de l'édition 2018, le Lokomotiv s'incline à nouveau après prolongations, face au CSKA cette fois-ci.

### FK Krasnodar
Il quitte Krasnodar après la fin de son contrat à l'issue de la saison 2019-2020. Après un joli total de 3 buts en 19 matchs 

### Sélection du Portugal
Manuel Fernandes reçoit un total de 30 sélections avec les espoirs, pour sept buts inscrits.
Avec cette équipe, il participe à deux reprises à la phase finale du championnat d'Europe espoirs, en 2006 puis en 2007. Lors de l'édition 2006 organisé dans son pays natal, il joue trois matchs. Avec un bilan d'une seule victoire et deux défaites, le Portugal ne parvient pas à dépasser le premier tour. Par la suite, lors de l'édition 2007 qui se déroule aux Pays-Bas, il joue quatre matchs. Lors de cette compétition, il se met en évidence en inscrivant un but lors du dernier match de poule contre Israël. Le Portugal se classe sixième du tournoi.
Il officie à plusieurs reprises comme capitaine de la sélection des espoirs. Il est pour la première fois capitaine en septembre 2007, lors d'une rencontre face au Monténégro rentrant dans le cadre des éliminatoires de l'Euro espoirs 2009. Fernandes fait honneur à son nouveau statut, en étant l'auteur d'un doublé. Le Portugal s'impose sur le large score de 4-0.
Manuel Fernandes reçoit un total de 15 sélections en équipe du Portugal A entre 2005 et 2018, inscrivant trois buts.
Il joue son premier match en équipe du Portugal le 9 février 2005, en amical contre l'Irlande. Il entre en jeu sur le terrain au cours de la seconde mi-temps, en remplacement de son coéquipier Cristiano Ronaldo. Le Portugal s'incline sur la plus petite des marges à Lansdowne Road (défaite 1-0). Le 26 mars de la même année, il reçoit sa deuxième sélection, lors d'une rencontre amicale face au Canada. A cette occasion, il inscrit son premier but avec le Portugal. Les Portugais s'imposent 4-1 face aux Canadiens.
Le 3 septembre 2010, il inscrit son deuxième but avec le Portugal, lors d'une rencontre face à Chypre rentrant dans le cadre des éliminatoires de l'Euro 2012. Les deux équipes se neutralisent à l'issue d'un match prolifique en buts (4-4). Son troisième et dernier but intervient le 10 novembre 2017, en amical contre l'Arabie saoudite (victoire 3-0).
En 2018, Manuel Fernandes est retenu par le sélectionneur Fernando Santos afin de participer à la Coupe du monde organisée en Russie. Lors de ce mondial, il ne joue qu'une seule rencontre : le huitièmes de finale perdue face à l'Uruguay. Il entre sur le terrain en toute fin de rencontre, en remplacement de son coéquipier João Mário. Le Portugal s'incline sur le score de 2 buts à 1. Il s'agit de sa dernière sélection avec le Portugal.

## Palmarès
Benfica
- Champion du Portugal en 2005
- Vice-champion du Portugal en 2004
- Finaliste de la Coupe du Portugal en 2005
- Vainqueur de la Supercoupe du Portugal en 2005

Valencia
- Vainqueur de la Supercoupe d'Espagne en 2008

Besiktas
- Vainqueur de la Coupe de la Turquie en 2011

Lokomotiv Moscou
- Champion de Russie en 2018
- Vice-champion de Russie en 2019
- Vainqueur de la Coupe de Russie en 2015, 2017 et 2019
- Finaliste de la Supercoupe de Russie en 2017 et 2018